# Hans Frost
Hans Frost (* 13. Februar 1904 in Görlitz; † 26. Februar 1975 in Berlin-Spandau; Pseudonym: Helada) war ein deutscher Maler, Grafiker und Illustrator. Er war ein Schüler des Impressionisten Max Slevogt und des böhmischen Malers Emil Orlik, und Gründungsmitglied sowie Vorstandsvorsitzender der Künstlervereinigung „Die Mitte“.

## Leben
Im jungen Alter entdeckte er sein Talent und begann sein Leben der Kunst zu widmen. Bereits mit unter 20 hatten seine Werke eine Qualität, die ihn zu einem angesehenen Künstler heranwachsen ließen.
Während seine Jugendjahre von realistischen Porträts seiner Erlebnisse geprägt waren, veränderte sich seine Kunst in eine eigene Richtung, nachdem er seine Ausbildung bei Max Slevogt und Emil Orlik absolvierte. Fortan malte er mit einem selbstbewussteren Eigenwillen, und Mut zu neuen Techniken.
Den Großteil seines Lebens verbrachte er in Berlin. Besonders in Falkensee und Spandau fand er eine Umgebung, die ihn inspirierte. Nach einem  langen Aufenthalt in Spanien kehrte er allerdings auch hierher regelmäßig zurück.

## Künstlervereinigung „Die Mitte“
Im Alter von 51 Jahren gründete Frost die Künstlervereinigung die Mitte, zu der unter anderem Künstler wie der Berliner Tiermaler Wilhelm Hübner Lauenburg gehörten. Die in erster Linie aus Berliner Künstlern bestehende Vereinigung stellte von da an regelmäßig zusammen aus. In einigen Ausstellungen waren auch Werke von Max Slevogt zu finden.

## Werke
- Schlesischer Bauernjunge – 1923, Öl auf Leinwand
- Max Slevogt – 1930, Öl auf Papier
- Frauenakt mit Sonnenblumen – 1947, Öl auf Leinwand
- Alltag im Forst – 1948, Öl auf Leinwand
- Fallende und schwingende Seele – 1945, Öl auf Hartholz
- Laternengang – Jahr unbekannt, Öl auf Leinwand

| Personendaten    | Personendaten                             |
| ---------------- | ----------------------------------------- |
| NAME             | Frost, Hans                               |
| ALTERNATIVNAMEN  | Helada (Pseudonym)                        |
| KURZBESCHREIBUNG | deutscher Maler, Grafiker und Illustrator |
| GEBURTSDATUM     | 13. Februar 1904                          |
| GEBURTSORT       | Görlitz                                   |
| STERBEDATUM      | 26. Februar 1975                          |
| STERBEORT        | Berlin-Spandau                            |